# Three Shakespeare Songs
Three Shakespeare Songs è un pezzo di musica corale classica scritta per coro SATB a cappella. Fu scritto nel 1951 dal compositore classico britannico Ralph Vaughan Williams. L'opera comprende tre brevi pezzi che fanno da cornice a due testi del drammaturgo inglese William Shakespeare. È pubblicato dalla Oxford University Press.

## Composizione e prima rappresentazione

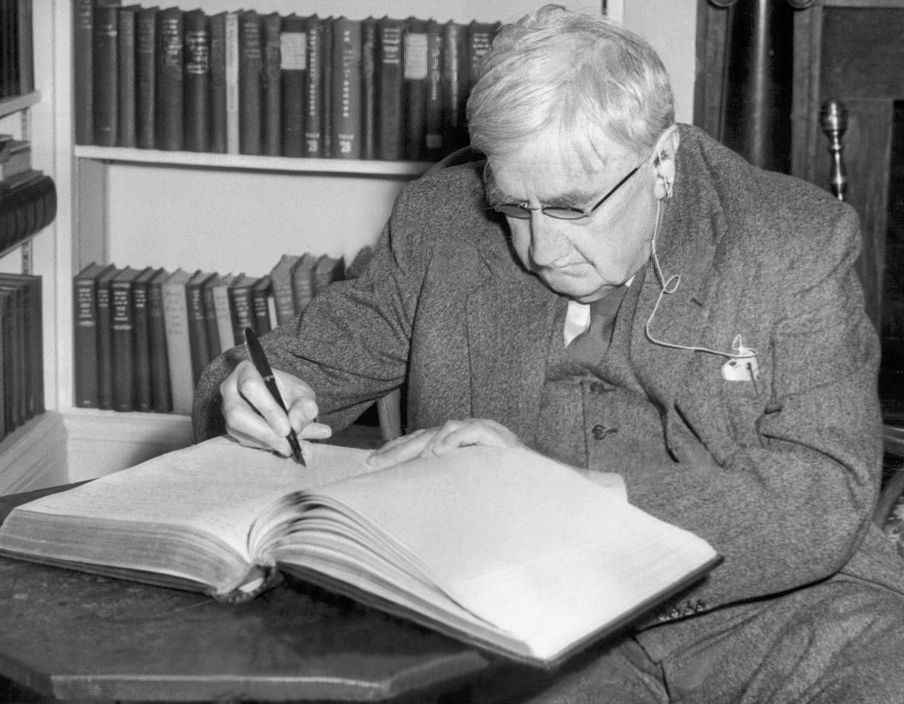
Il compositore Ralph Vaughan Williams

Nel 1951 la Federazione Britannica dei Festival Musicali (di cui Vaughan Williams era presidente) tenne il suo National Competitive Festival durante il Festival of Britain. Il festival prevedeva un concorso corale in cui i cori di tutto il Regno Unito avrebbero dimostrato le loro capacità tecniche eseguendo pezzi come saggi. Il compositore associato di Vaughan Williams, Cecil Armstrong Gibbs, cercò di convincerlo a comporre un nuovo pezzo di prova. All'inizio Vaughan Williams era riluttante ed era dell'opinione che i cori dovevano eseguire dei brani collaudati piuttosto che presentare una nuova composizione. Deluso dal fatto che Vaughan Williams apparentemente non avesse risposto alla sua lettera, Armstrong Gibbs sembrava aver rinunciato all'idea:
(Cecil Armstrong Gibbs)
Le canzoni furono presentate per la prima volta alla Royal Festival Hall il 23 giugno 1951, dirette da Armstrong Gibbs.

## Stile armonico
Confronti stilistici sono stati fatti con la Sesta sinfonia di Vaughan Williams, composta solo quattro anni prima, in particolare per la seconda canzone, The Cloud-Capp'd Towers. Sebbene la versione pubblicata inizi nella tonalità di fa# minore, l'originale olografo del compositore era in mi minore, che è anche la tonalità della sesta sinfonia. Il passaggio tra mi min. e le triadi in mi♭ minore, come si ascolta sulle parole "si dissolveranno" è stato paragonato alla conclusione dell'Epilogo: Moderato della sinfonia. Lo stesso Vaughan Williams suggerì in seguito che il significato dell'ultimo movimento della sinfonia potesse essere riassunto nelle righe de La tempesta: "Noi siamo fatti / della medesima materia di cui sono fatti i sogni, e la nostra vita breve / è circondata dal sonno."

## Testi
Il testo di ogni canzone è derivato da opere teatrali di William Shakespeare:

### Full Fathom Five (Sotto cinque tese di mare...)
La prima canzone è un'ambientazione della canzone di Ariel per Ferdinando de La tempesta. Si riferisce al padre di Ferdinando - Alonso, re di Napoli - che si presume sia annegato in un naufragio e il cui corpo subisce una trasformazione magica nelle profondità oceaniche.
La tempesta, Atto 1 scena 2:
Of his bones are coral made;

Those are pearls that were his eyes:

Nothing of him that doth fade,

But doth suffer a sea-change

Into something rich and strange.

Sea-nymphs hourly ring his knell:

Ding-dong.

Hark! now I hear them, – ding-dong bell.»
Già corallo sono le sue ossa

e sono perle, quelli che erano i suoi occhi

Tutto ciò che di lui deve dissolversi

viene cambiato dal mare

in qualcosa di diverso e più ricco…

Ad ogni ora le ninfe del mare

una campana fanno rintoccare:

Din-don! Ecco, la sento: Din! Don!»
(Shakespeare, La tempesta, Atto 1, scena2)

### The Cloud-Capp'd Towers (Le torri ricoperte di nuvole)
Anche la seconda canzone usa i versi da La tempesta, pronunciate dallo stregone Prospero per concludere il masque al matrimonio di sua figlia Miranda con il principe Ferdinando. I personaggi, prosegue Prospero, svaniranno tutti e questa commedia all'interno di una commedia diventa una metafora della transitorietà della vita reale, il globo simboleggia sia il World che il Globe Theatre di Londra.
La tempesta, Atto IV scena 1
The solemn temples, the great globe itself,

Yea, all which it inherit, shall dissolve,

And, like this insubstantial pageant faded,

Leave not a rack behind: We are such stuff

As dreams are made on, and our little life

Is rounded with a sleep.»
i sacri templi, lo stesso globo terrestre

e tutto quel vi si contiene s'avvieranno al dissolvimento

e, al modo di quello spettacolo senza corpo che avete visto pur ora dissolversi,

non lasceranno dietro a sé nemmeno un solo strascico di nube. Noi siamo fatti

della medesima materia di cui sono fatti i sogni, e la nostra vita breve

è circondata dal sonno.»
(Shakespeare, La tempesta, Atto IV, scena 1)

### Over Hill, Over Dale (Sulla collina, Sulla valle)
Il testo del Sogno di una notte di mezza estate costituisce la base della terza canzone, la canzone fiabesca di Puck. Il verso furiosamente ritmico evoca la mitologia di Titania, La regina delle fate.
Sogno di una notte di mezza estate, Atto II scena 1
Thorough bush, thorough briar,

Over park, over pale,

Thorough flood, thorough fire

I do wander everywhere.

Swifter than the moonè's sphere;

And I serve the fairy queen,

To dew her orbs upon the green.

The cowslips tall her pensioners be;

In their gold coats spots you see;

Those be rubies, fairy favours,

In those freckles live their savours:

I must go seek some dew-drops here,

And hang a pearl in every cowslip's ear.»
nei boschi e nei roveti

sui parchi e sui recinti

per flutti e per fuochi,

della sfera della luna

più presta men vado.

E servo la Fata Regina,

irrorando di rugiada

le sue impronte sull’erba.

Le fan scorta i verbaschi

dalle vesti dorate

con macchie vermiglie –

rubini son questi,

cari doni delle Fate,

come efelidi profumate.

Stille di rugiada ho da cercare

le orecchie dei verbaschi ad imperlare.»
(Shakespeare, Sogno di una notte di mezza estate, Atto II scena 1)